# Garde nationale républicaine (Portugal)
Pour la force armée fasciste italienne de la fin de la Seconde Guerre mondiale portant le même nom, voir Garde nationale républicaine (Italie).
Ne doit pas être confondu avec Garde nationale portugaise.
Pour les articles homonymes, voir GNR, Garde nationale et Garde républicaine.
La garde nationale républicaine (portugais : guarda nacional republicana, GNR) est la force de gendarmerie nationale (c’est-à-dire une force de police à statut militaire) de la République Portugaise, instituée en 1801. Elle est une des quatre forces de sécurité intérieure du pays. Elle possède les mêmes compétences que la gendarmerie nationale en France.
Sous sa forme et appellation actuelle, la garde nationale républicaine existe depuis 1911.
En octobre 1992, le ministère de l'Intérieur décide de réorganiser les forces de sécurité intérieure militaires et civiles.

## Ministère de rattachement
Elle dépend presque totalement du ministère de l'Intérieur mais reste très liée aux armées.
Elle relève :
– du ministère de l'Intérieur (administration, discipline et exécution du service inhérent à sa mission générale) ;
– du ministère de la Défense (uniformisation et normalisation de la doctrine militaire, les armements, les équipements, le recrutement, la formation et la notation).
En cas de guerre ou de crise, les forces de la garde peuvent être placées sous la dépendance opérationnelle du CEMA.

## Missions
Ayant la même faculté que la  gendarmerie française, la GNR exerce des missions de police judiciaire, de police administrative, de police militaire et diverses.
Dans le cadre de la police judiciaire, une loi d'août 2001 octroie à la GNR de nouvelles prérogatives en matière judiciaire. Elle est désormais compétente pour traiter 80 % des infractions sur 90 % du territoire. Cependant, certaines infractions complexes ou graves demeurent le domaine réservé de la PJ (service de police relevant du ministère de la Justice).

## Organisation

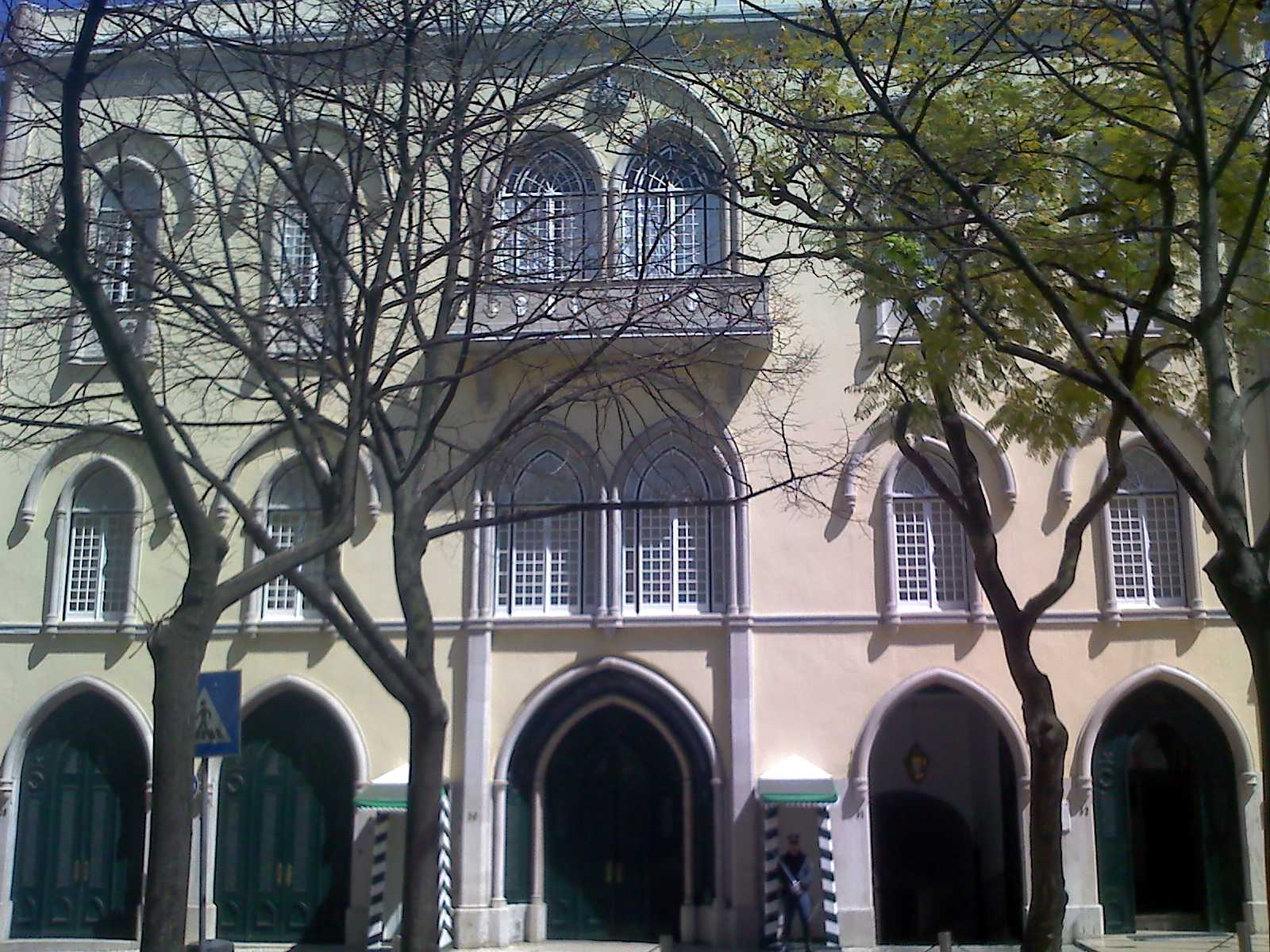
Quartier général de la GNR à la caserne de Carmo (Lisbonne)

La GNR est commandée par un général, avec le titre de commandant-général (Comandante-Geral). La garde nationale républicaine est organisée en bataillons stationnés dans les grandes villes, les parcs d'entreprises, ainsi que des sections dans les capitales de district et les petites collectivités.
La garde nationale républicaine inclut désormais le commandement suivant :
- Direcção de Justiça e Disciplina (DJD): Direction de la Justice et de la discipline ;
- Divisão de Planeamento Estratégico e Relações Internacionais (DPERI): Division de la planification stratégique et des relations internationales
- Divisão de Comunicação e Relações Públicas (DCRP) : division de la Communication et des Relations publiques.
- Comando Operacional (CO): commandement opérationnel
- Comando da Administração dos Recursos internos (CARI) : commandement de l'administration des ressources internes
- Comando da Doutrina e Formação (CDF) : commandement de la formation des unités et de la doctrine militaire.

## Unités territoriales
L'ancien système de gestion de la garde nationale républicaine était de grouper quatre brigades. Ce système a changé par une gestion par territoire, commandé par un colonel ou lieutenant-colonel. Celle-ci comprend des détachements gérés par un major, un capitaine ou un d'un grade subalterne. Ces détachements sont sous-dirigés par des subalternes, ainsi que les bureaux régionaux qui sont eux tenus par les sous-officiers comme les sergents.
Tous les commandements territoriaux comprennent généralement un détachement de transit, et un détachement d'intervention. Les détachements des territoires de Madère et des Açores sont destinés à une surveillance côtière et fiscale. Depuis 2008, les territoires sont donc desservis ainsi :
- Comando Territorial dos Açores
- Comando Territorial de Aveiro
- Comando Territorial de Beja
- Comando Territorial de Braga
- Comando Territorial de Bragança
- Comando Territorial de Castelo Branco
- Comando Territorial de Coimbra
- Comando Territorial de Évora
- Comando Territorial de Faro
- Comando Territorial da Guarda
- Comando Territorial de Leiria
- Comando Territorial de Lisboa
- Comando Territorial da Madeira
- Comando Territorial de Portalegre
- Comando Territorial do Porto
- Comando Territorial de Santarém
- Comando Territorial de Setúbal
- Comando Territorial de Viseu
- Comando Territorial de Viana do Castelo
- Comando Territorial de Vila Real

## Unités spéciales
- Garde côtière (UCC) : mission de garde-côtière
- Unité d'action fiscale (UAF)
- Unité de transit nationale (UNT) : unité de contrôle routiers
- Unité de la sécurité du territoire et d'honneur (USHE) : équivaut à la garde républicaine française
- Unité d'intervention (UI) : comprend les unités de maintien de l'ordre public (GIOP), des opérations spéciales (GIOE), du groupe d'intervention pour la protection et le secours (GIPS), d'unités cynophiles, d'un centre de déminage (CIESS) et d'un centre d'entrainement aux opérations internationales. Cette unité correspond aux missions de la gendarmerie mobile française dans la plupart des missions.

## Armement années 2000/2010
Les 26 000 membres de la GNR utilisent selon leurs missions des :
- Pistolets semi-automatiquess
  - FN Browning HP (9x19mm Parabellum)
  - Glock 17 (9x19mm Parabellum);
  - Glock 19 (9x19mm Parabellum); (Standard pistol)
  - HK P9S (9x19mm Parabellum);
  - HK VP70M (9x19mm Parabellum);
  - HK USP Compact (9x19mm Parabellum);
  - HK P30 (9x19mm Parabellum);
  - SIG GSR (.45ACP)
  - SIG P220 (9x19mm Parabellum);
  - SIG P226 (9x19mm Parabellum);
  - SIG SP2022 (9x19mm Parabellum);
  - Walther P99 (9x19mm Parabellum);
  - Walther P38 (9x19mm Parabellum);
  - Walther P5 (9x19mm Parabellum);
  - Walther PP (7.65x17mm (.32ACP)); (remplacé par Glock 19).
- Fusils de police
  - Benelli M3 (calibre 12);
  - Benelli M4 (calibre 12);
  - Fabarm SDASS (calibre 12);
  - Winchester 1200 (calibre 12).
- Pistolets-mitrailleurs
  - FAMAE SAF (9x19mm Parabellum);
  - HK MP5 (9x19mm Parabellum);
- Fusils d'assaut
  - HK G36 (5,56x45 mm OTAN);
  - HK G3 (7,62mm OTAN).

## Véhicules
- Skoda véhicules de patrouille
- Volkswagen véhicules de patrouille
- Nissan véhicules de secours 4×4
- Subaru véhicules de course pour intervention routière
- Porsche véhicules de course
- Audi TT véhicules de course